# Elizabeth Forbes (musicologue)
Pour les articles homonymes, voir Elizabeth Forbes.
Elizabeth Forbes (3 août 1924, Camberley - 22 octobre 2014) est une critique musicale, musicologue et écrivain anglaise spécialisée dans le thème de l'opéra.

## Biographie
Sa domaine de prédilection est l'opéra du XIXe siècle et XXe siècle (français et scandinave en particulier) et les chanteurs d'opéra. Elle contribue dans un grand nombre de journaux dont le Financial Times, The Independent, The Musical Times, Opera, Opera Canada (en) et Opera News parmi d'autres. Elle est l'auteur de plusieurs livres autour de l'opéra dont son livre de 1985 Mario and Grisi, une biographie des chanteurs Giulia Grisi et Mario. Elle a également traduit un certain nombre de chants d'opéra depuis le français, l’allemand et le suédois vers l'anglais, par exemple des textes de Gaspare Spontini, Giacomo Meyerbeer ou Franz Berwald. Forbes a grandement contribué à répertorier les œuvres sur les chanteurs ou sur d'autres thèmes d'opéra, à travers en particulier de nombreuses entrées dans le Grove Dictionary of Music and Musicians.